# قنومة رقيقة الخطم
قنومة رقيقة الخطم (الاسم العلمي:Mormyrus tenuirostris) (بالإنجليزية: Athi elephant-snout fish)‏ هي نوع من الأسماك تتبع جنس القنومة من فصيلة الأسماك القنومية.